# Denknadel
Mit einer Denknadel (Eigenschreibweise: DenkNadel) wird in Erfurt dezentral an während der NS-Zeit deportierte und ermordete Juden aus Erfurt erinnert, ähnlich den Stolpersteinen von Gunter Demnig. Das Denknadel-Projekt wurde vom Arbeitskreis Erfurter GeDenken 1933–1945 entwickelt und entschied sich nach einem Wettbewerb 2007 für den Entwurf von Sophie Hollmann. Seitdem wurden neun Denknadeln im Erfurter Stadtgebiet installiert.

## Liste der Denknadeln
| Nr. | Bild                                                       | Lage                              | Inschrift | Einweihung    |
| --- | ---------------------------------------------------------- | --------------------------------- | --- | ------------- |
| 1   | Die an Hilde und Carl Ludwig Spier erinnernde DenkNadel    | Straße des Friedens 1 (Karte)     | Dr. Hilde Spier, 1901–1942 deportiert am 2. September 1942, Auschwitz Carl Ludwig Spier, 1900–1945 Todesmarsch nach Buchenwald                  | 9. Nov. 2009  |
| 2   | Die an Blondina Schüftan erinnernde DenkNadel              | Straße des Friedens 13 (Karte)    | Blondina Schüftan, geb. 1887 deportiert am 2. März 1943, Auschwitz                                                                              | 9. Nov. 2009  |
| 3   | Die an Leopold Stein erinnernde DenkNadel                  | Puschkinstraße 16 (Karte)         | Leopold Stein, geb. 1880 deportiert am 2. März 1943, Auschwitz                                                                                  | 9. Nov. 2009  |
| 4   | Die an Günther Beer erinnernde DenkNadel                   | Domplatz 23 (Karte)               | Günther Beer, geb. 1938 deportiert am 9. Mai 1942, Ghetto Belzyce                                                                               | 9. Nov. 2009  |
| 5   | Die an Ernst Ehrlich erinnernde DenkNadel                  | Bahnhofstraße 40 (Karte)          | Dr. Ernst Ehrlich, 1874–1942 deportiert am 19. September 1942, Theresienstadt                                                                   | 9. Nov. 2010  |
| 6   | Die an Naemi Rosenblüth erinnernde DenkNadel               | Meister-Eckehart-Straße 1 (Karte) | Naemi Rosenblüth, 1926–1942 ausgewiesen am 28. Oktober 1938, Polen                                                                              | 9. Nov. 2011  |
| 7   | Die an Max, Helmut und Rosemarie Cohn erinnernde DenkNadel | Johannesstraße 98 (Karte)         | Max Cohn, geb. 1899 April 1945, Buchenwald Helmut Cohn, geb. 1925 Dezember 1944, Auschwitz Rosemarie Cohn, geb. 1928 Januar 1945, Bergen-Belsen | 27. Jan. 2012 |
| 8   | Die an Erich und Wilhelm Dublon erinnernde DenkNadel       | Anger 46 (Karte)                  | Erich Dublon, 1890–1942 deportiert am 11. August 1942, Auschwitz Wilhelm Dublon, geb. 1889 deportiert am 15. Januar 1944, Auschwitz             | 9. Nov. 2012  |
| 9   | Die an Herta Simon erinnernde DenkNadel                    | Lutherstraße 5 (Karte)            | Herta Simon, geb. 1921 deportiert am 9. Mai 1942, Ghetto Belzyce                                                                                | 9. Nov. 2013  |